# سیمون فان پولخست
سیمون فان پولخست (هلندی: Simon van Poelgeest; ۲۷ اوت ۱۹۰۰ – ۹ ژوئیهٔ ۱۹۷۸) دوچرخه‌سوار اهل هلند بود.